# Route F550
Pour les articles homonymes, voir Route 550.
Ne doit pas être confondu avec Kaldidalur.
La route F550 est une route de montagne d'Islande et la plus courte des routes qui traversent les Hautes Terres. Elle est aussi appelée Kaldidalsvegur ou  encore Kaldidalur, odonymes islandais signifiant littéralement en français « route de la vallée froide » et « vallée froide », du nom de la vallée qu'elle emprunte entre le volcan Ok et le glacier Þórisjökull.
Son extrémité méridionale se trouve à quelques kilomètres au nord du parc national de Þingvellir et à l'ouest du Skjaldbreiður. Elle prend la direction du nord entre le Þórisjökull et le Langjökull d'une part et l'Ok d'autre part. Elle se termine à l'entrée de la Húsafellsskógur, juste avant Húsafell en se connectant aux routes 518 et 523.

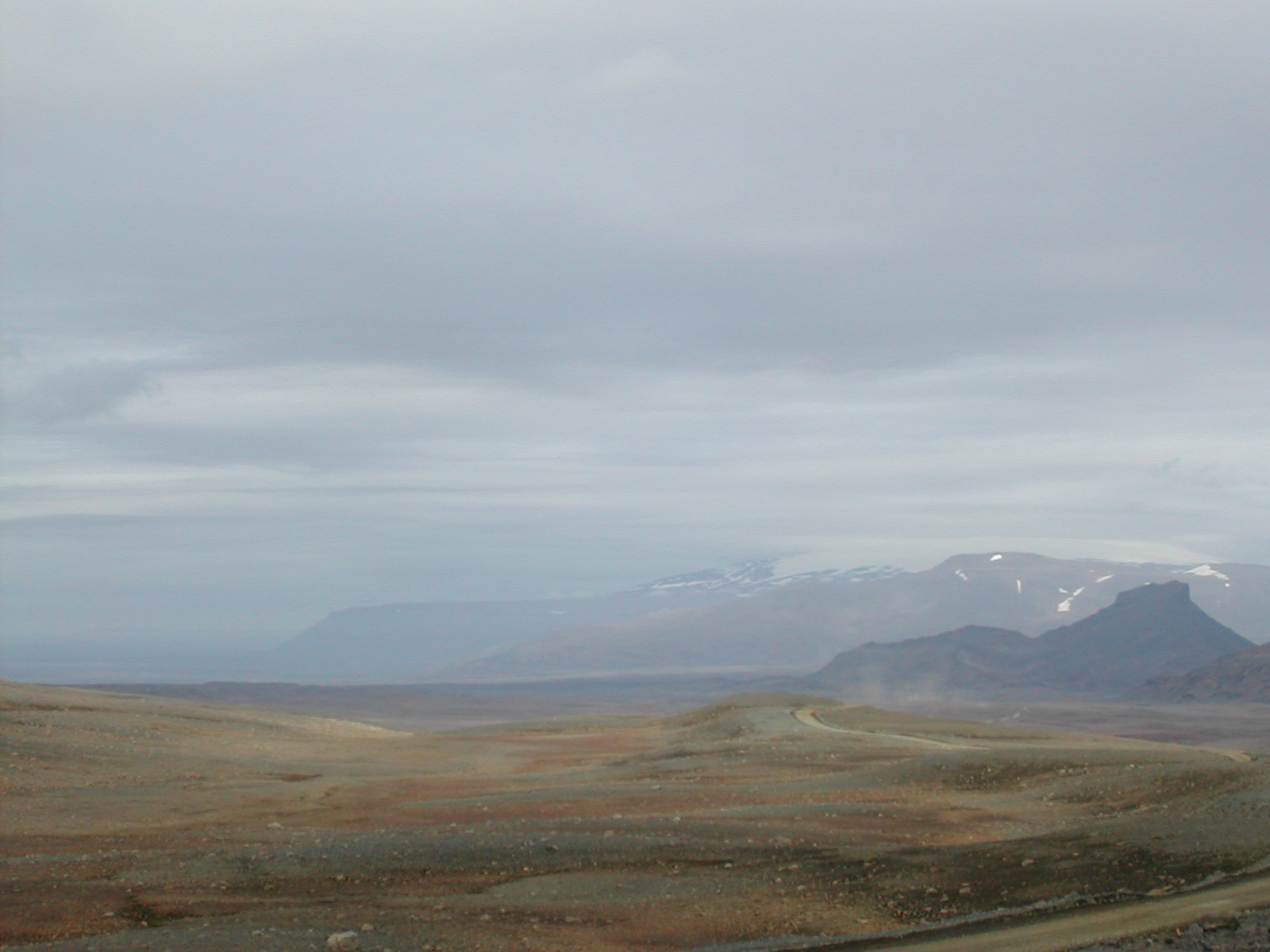
Vue de la route F550
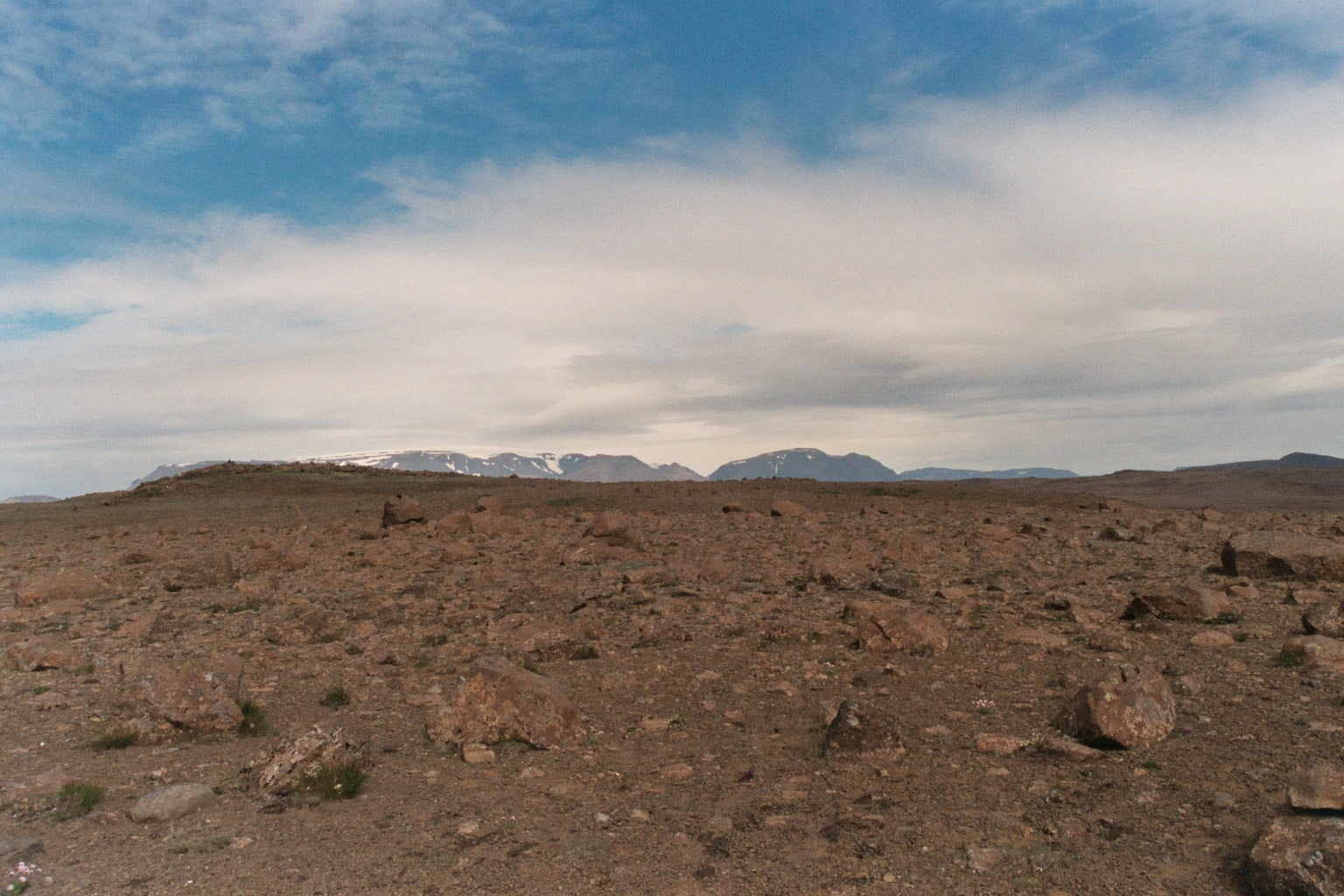
Champ de lave autour de la route F550
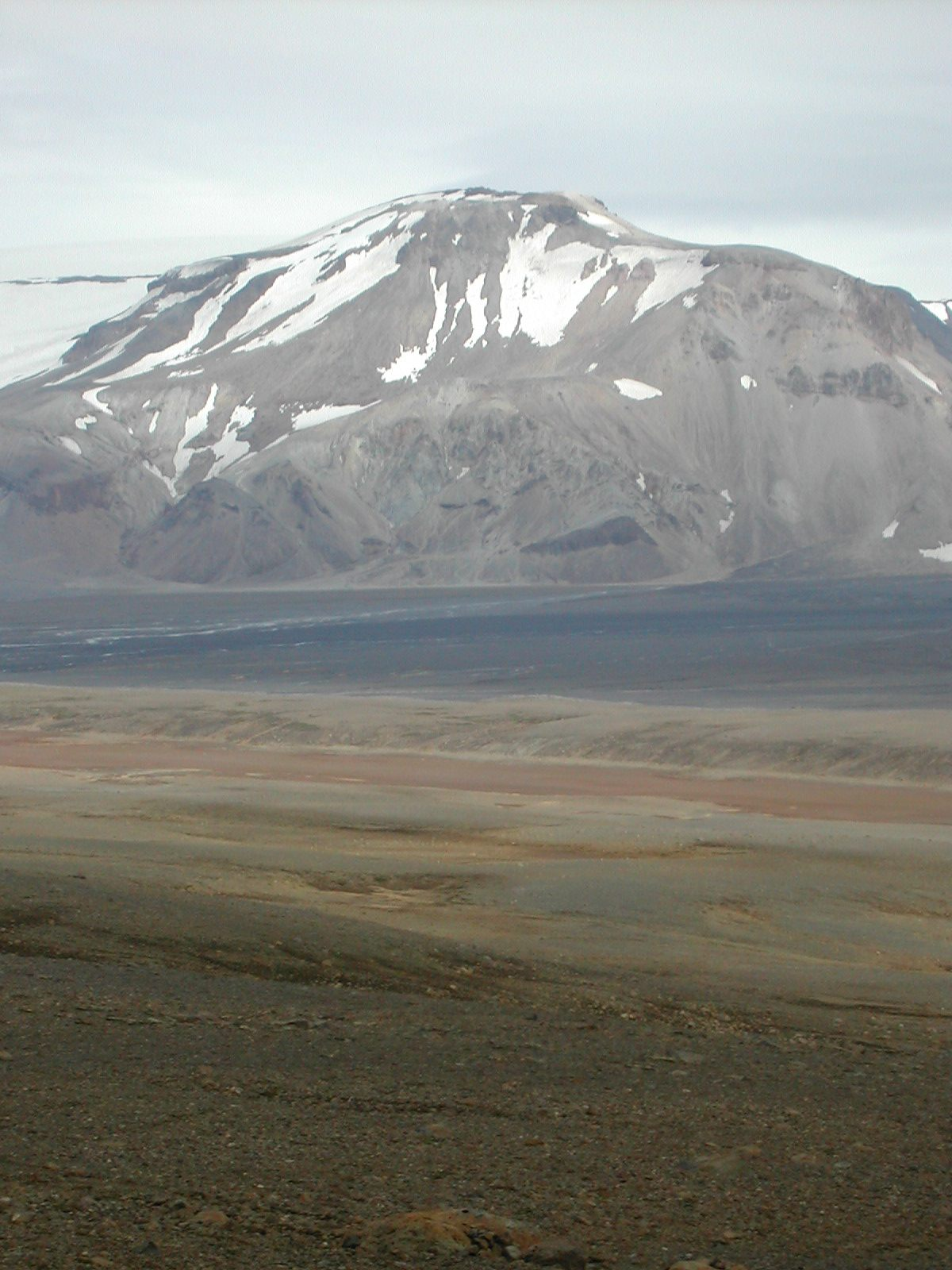
Vue du Prestahnjúkur depuis la piste